# Miguel Rosas
Miguel Rosas Ortega ist ein ehemaliger mexikanischer Fußballspieler auf der Position eines Verteidigers.

## Laufbahn
Rosas spielte mindestens von 1975 bis 1978 bei Atlas Guadalajara, bevor er 1978 zum
Hauptstadtverein Cruz Azul wechselte, mit dem er in den Spielzeiten 1978/79 und 1979/80 zweimal in Folge den Meistertitel gewann.
Seine letzte Spielzeit in der höchsten mexikanischen Liga war die Saison 1981/82, in der er bei Atlético Potosino unter Vertrag stand.

## Erfolge
- Mexikanischer Meister: 1978/79, 1979/80